# Medetera cyanogaster
Medetera cyanogaster är en tvåvingeart som beskrevs av Wheeler 1899. Medetera cyanogaster ingår i släktet Medetera och familjen styltflugor. Inga underarter finns listade i Catalogue of Life.